# Stacy (artist)
Stracie Angie Anam, född 18 augusti 1990 i Kota Kinabalu, mer känd som bara Stacy, är en malaysisk sångerska. 
Hon blev känd år 2008 då hon vann den sjätte säsongen av Akademi Fantasia där hon fick 43 % av fler än 3,8 miljoner röster. I programmet tävlade hon mot 13 andra deltagare.
Hennes debutalbum Aku Stacy släpptes den 9 mars 2009. Den 9 september 2011 släpptes hennes andra album Stay-C.

## Diskografi

### Album
- 2009 – Aku Stacy
- 2011 – Stay-C

### Singlar
- 2008 – "Aku Stacy"
- 2008 – "Gagap"
- 2009 – "Pakai Buang"
- 2010 – "Jahat"
- 2011 – "Kisah Dongeng"
- 2011 – "Kasanova"
- 2012 – "Pelangi Senja"